# Европейский сарган
Европейский сарган, или обыкновенный сарган, или морская щука (лат. Belone belone) — вид лучепёрых рыб семейства саргановых. Совершает сезонные миграции. Весной взрослые особи подходят ближе к берегу для размножения, а зимой перемещаются в открытое море.

## Описание
Максимальная длина тела 104 см, обычная длина 70—75 см, максимальная масса — 1,4 кг.
Обыкновенный сарган — морская, стайная, пелагическая рыба, то есть обитающая в толще и у поверхности воды. Сарган имеет вытянутое и узкое угреобразное тело, напоминающее тело рыбы-иглы. Чешуя очень мелкая, перламутрово-блестящая. Челюсти сильно вытянуты, образуют характерный «клюв», напоминающий клюв птеродактиля. Маленькие острые зубы на клюве позволяют саргану во время быстрого плавания хватать мелкую добычу — кильку, хамсу, тюльку, ракообразных. Из-за повышенного содержания биливердина кости данной рыбы имеют оттенок от светло- до тёмно-зеленого. В большом количестве сарганы водятся в Чёрном и других морях. Различают много подвидов. Подвид, обитающий в Чёрном, Азовском и Мраморном морях, был недавно[когда?] выделен в отдельный вид — Belone euxini.

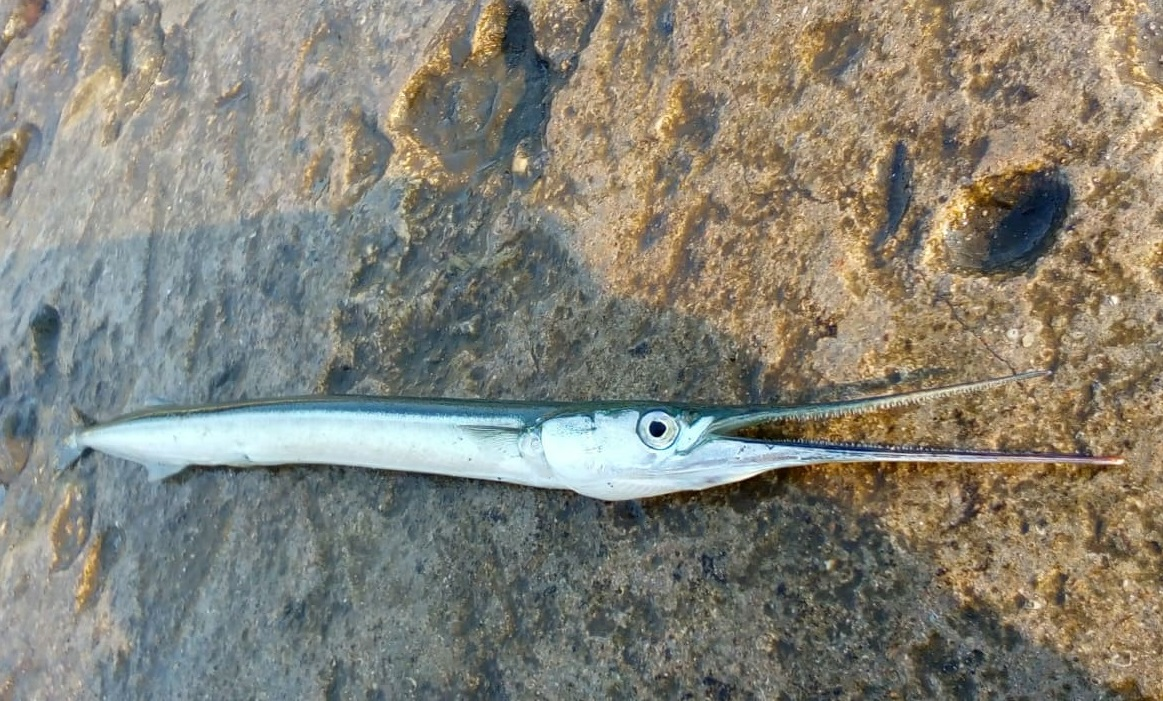
Черноморский сарган

## Размножение
Самки достигают половой зрелости в возрасте 5—6 лет, а самцы на один год раньше. Весной у сарганов начинается период воспроизводства. Икрометание порционное, самка откладывает до 9 порций икры с интервалом 2 недели. Икринки крупные, диаметром 3—3,5 мм, с помощью тонких липких нитей прикрепляются к водорослям и другой водной растительности. Плодовитость до 45 тысяч икринок. Длина тела у вылупившихся личинок — 13 мм. У молоди верхняя челюсть очень короткая и удлиняется по мере роста.